# Grimmestein
Grimmestein is een oude T-boerderij en gemeentelijk monument bij Baarn in de provincie Utrecht.
De boerderij staat aan het Zuidereind (lokaal: Suurend) aan een lange slingerende dijk langs de oostelijke oever van de Eem. Reeds in de 13e eeuw zijn hier vijf hofsteden gebouwd op lage terpen bij de rivierbedding. De boerderijen die er nu staan zijn de opvolgers ervan. Van zuid naar noord zijn dat de Netelenburch, Wolkenberg, Grimmestein, Bloemberg en Zonne. Links van de boerderij staat een bijgebouwtje van rond 1880, de schuur rechts dateert uit 1873. Bij het huis is een bongerd met appel-, peren- en pruimenbomen.
De dijk bij het Zuureind was onderdeel van de Grebbelinie. Het is opgenomen in het 5 km lange Netelenburchpad.

## Historie
De waarschijnlijk in de 18e eeuw gebouwde boerderij, staat op een terp, die is opgeworpen op een natuurlijke zandrug. Op hetzelfde zandruggetje stonden eerder andere woningen want er zijn potscherven uit de 13e en 14e eeuw gevonden. Ooit heeft er vlakbij, maar wel op dezelfde zandrug, het kasteel Grimmestein gestaan, maar over het ontstaan daarvan is niet veel bekend. Omtrent 1400 werd Grimmestein voor het eerst genoemd. Grimmestein zou identiek kunnen zijn aan dat erve tot Voorbroeck metten steenhuyse inden gerechte van Eembrug. 

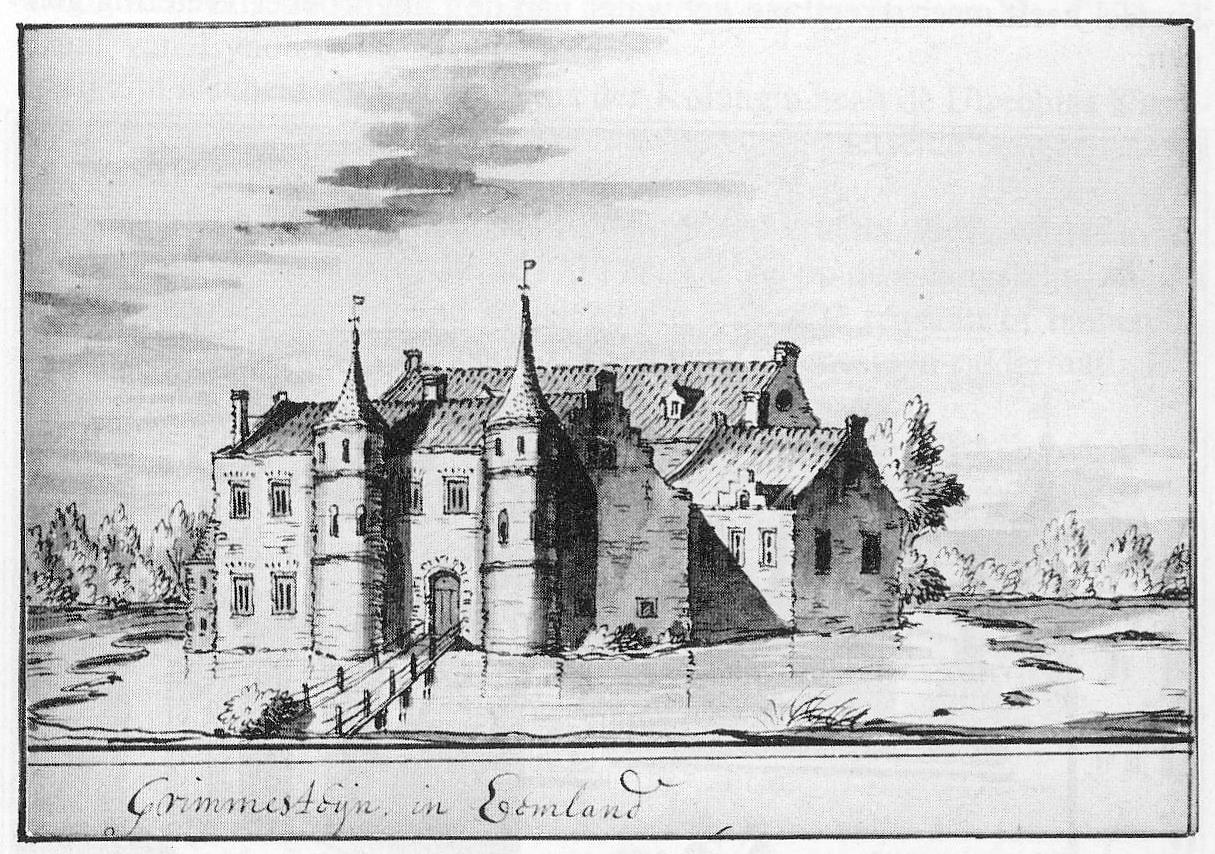
Kasteel Grimmestein

Op deze tekening uit museum Flehite in Amersfoort is een omgracht huis te zien. Het bestond uit meerdere gebouwen en had aan beide zijden van de ingang een ronde toren. Omstreeks 1400 wordt een Retger Nenninc van Grimmerstein als bewoner genoemd. Ene Jacob Nenninck van Voorbroeck was in 1402 schout van Amersfoort en in 1412 maarschalk van Eemland en Amersfoort. Archeologisch onderzoek heeft geen uitsluitsel kunnen geven over de vraag of dit Grimmestein was.